# Círculo de Nara
El círculo de Nara es una colectividad territorial dentro de la región de Región de Kulikoró, Malí. Su población es de 242.990 habitantes (2009).
Cuenta con 11 comunas: Allahina, Dabo, Dilly, Dogofry, Fallou, Gueneibe, Guiré, Koronga, Nara, Niamana y Ouagadou.
- Datos: Q1814964